# Hejde kyrka

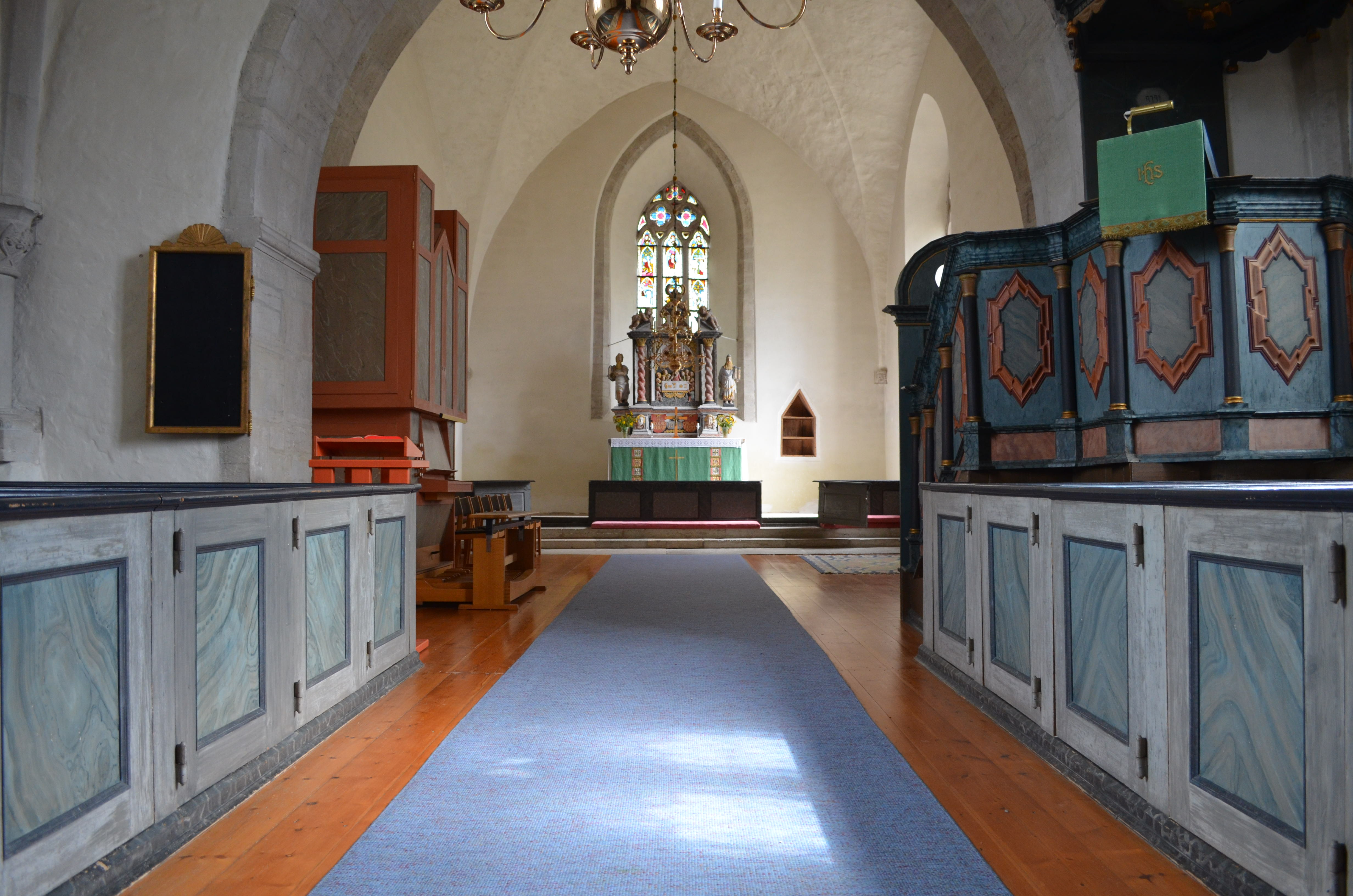
Hejde kyrksal

 Hejde kyrka är en kyrkobyggnad i Visby stift. Den är församlingskyrka i Hejde församling.

## Kyrkobyggnaden

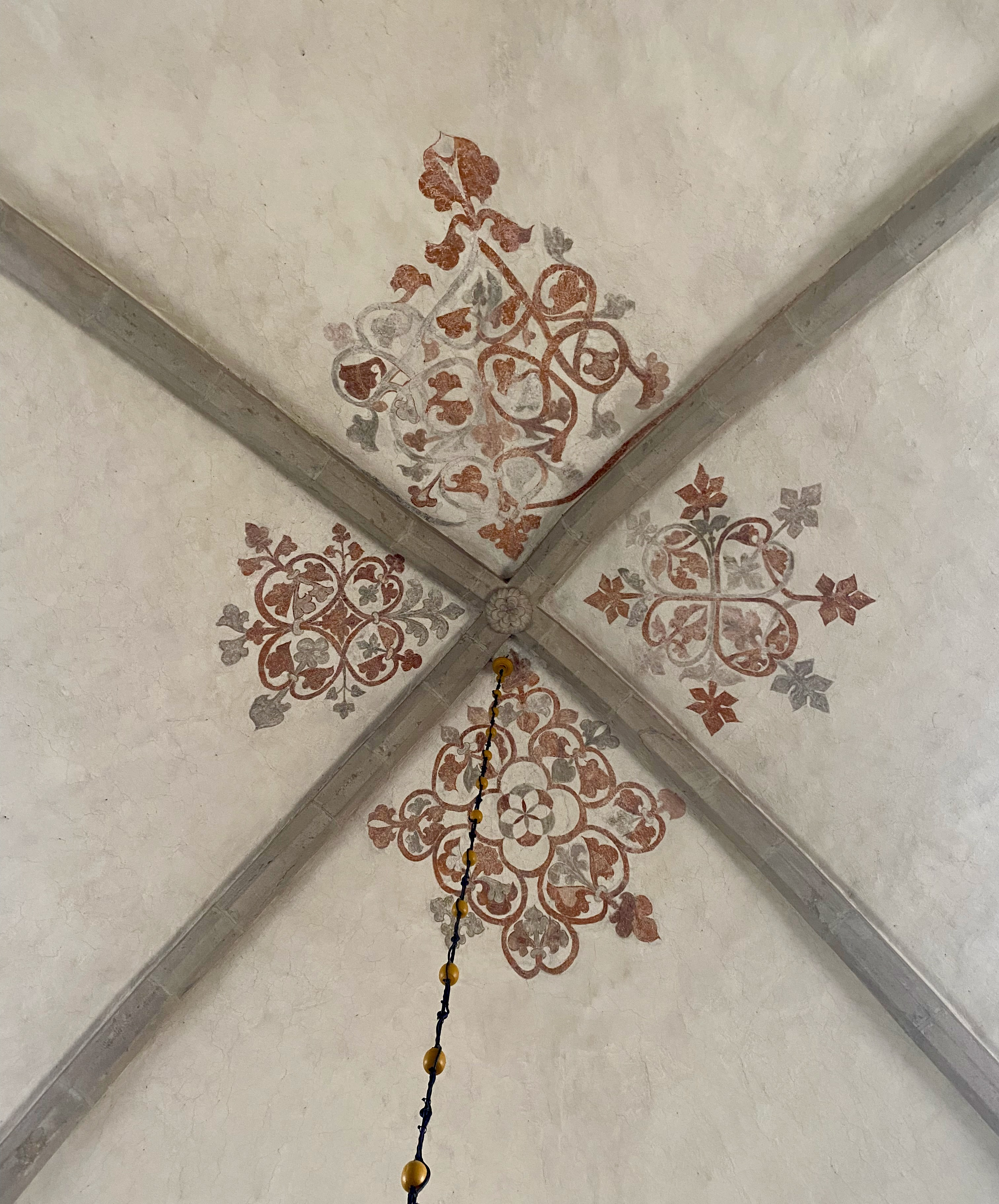
Takmålningar i Hejde kyrka

Hejde kyrka har i likhet med de flesta kyrkorna på Gotland tillkommit i olika etapper. Det är inte osannolikt att den nuvarande kyrkan haft en föregångare av trä eller sten. Kyrkans äldsta delar är långhuset och tornet uppförda under 1200-talets mitt. Det stora koret som ersatte ett mindre, byggdes under 1300-talet. Vid samma tid förhöjdes tornet. En sakristia tillbyggdes 1795. Tornbyggnaden med sina romanska sidogallerier och ljudgluggar påminner mycket om Sanda kyrka och Eskelhems kyrkas torn. Långhuset har ribbvalv, något som är mycket ovanligt i gotlandskyrkor. Koret präglas av gotikens spetsbågestil. Intressant är korets praktfulla sydportal. Det stora korfönstret innehåller en serie glasmålningar från 1300-talet med motiv ur Skapelseberättelsen samt Jesu liv. Långhusets valv pryds av ornamentala målningar från 1200-talet och korvalvet dekor från 1300-talet.

## Interiör
- Rikt skulpterad dopfunt av sandsten från 1100-talets mitt. Utförd av anonymmästaren Byzantios.
- Triumfkrucifix förmodligen snidat i nordtyskland under 1500-talets första hälft.
- Altaruppsats av sandsten. Mittbilden har motivet: Nattvarden. Tillverkad 1684 i Burgsvik.
- Predikstol utförd i början av 1700-talet. Renoverades och målades 1770-1773. Samtidigt tillkom en baldakin eller ljudtak med Gustav III:s namnchiffer.Målningsarbete utfördes av Johan N Weller.
- Korbänk från 1600-talet.

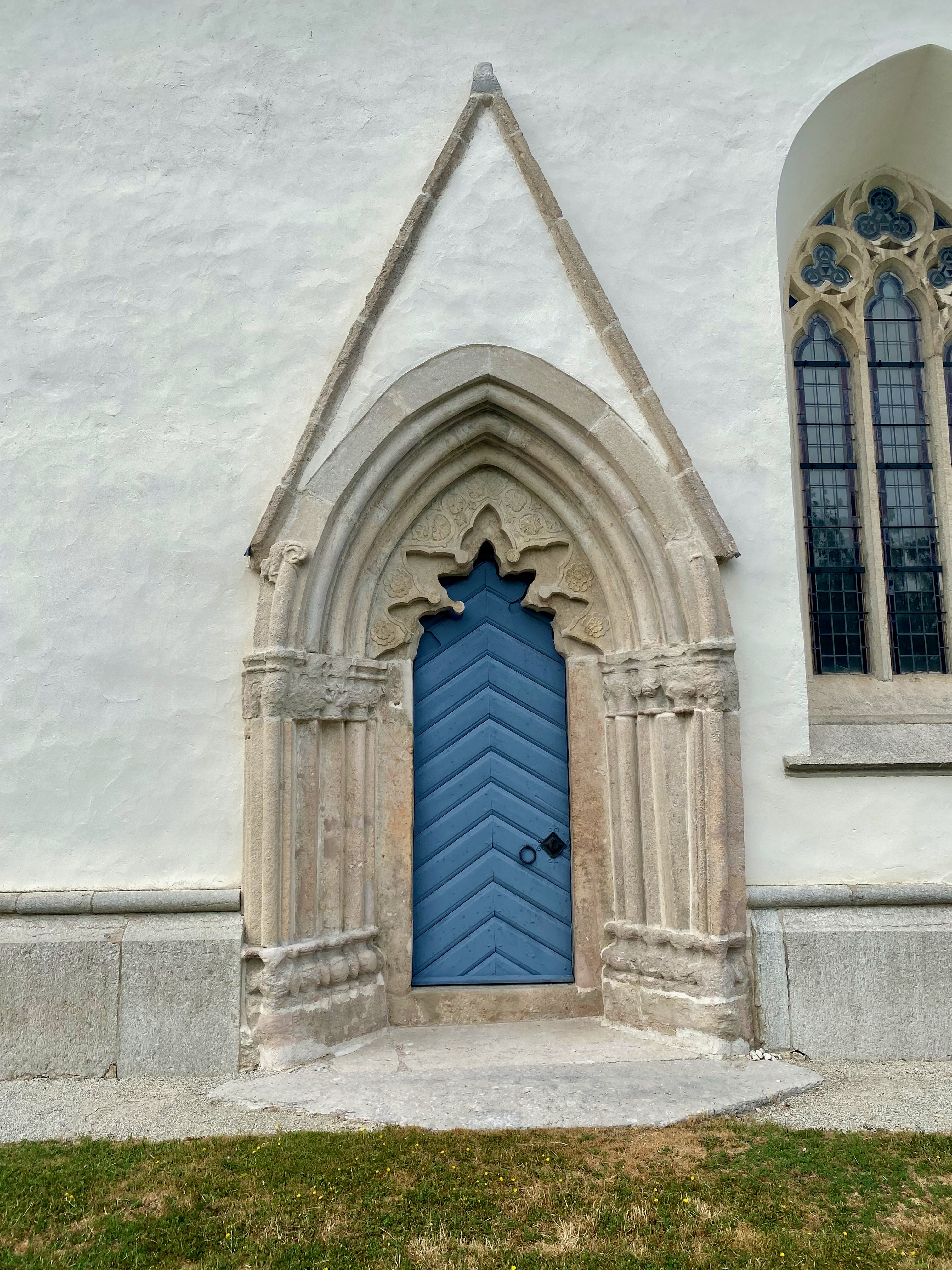
Sydportal, Hejde kyrka

- Sluten bänkinredning som tillkom under 1800-talets  mitt.

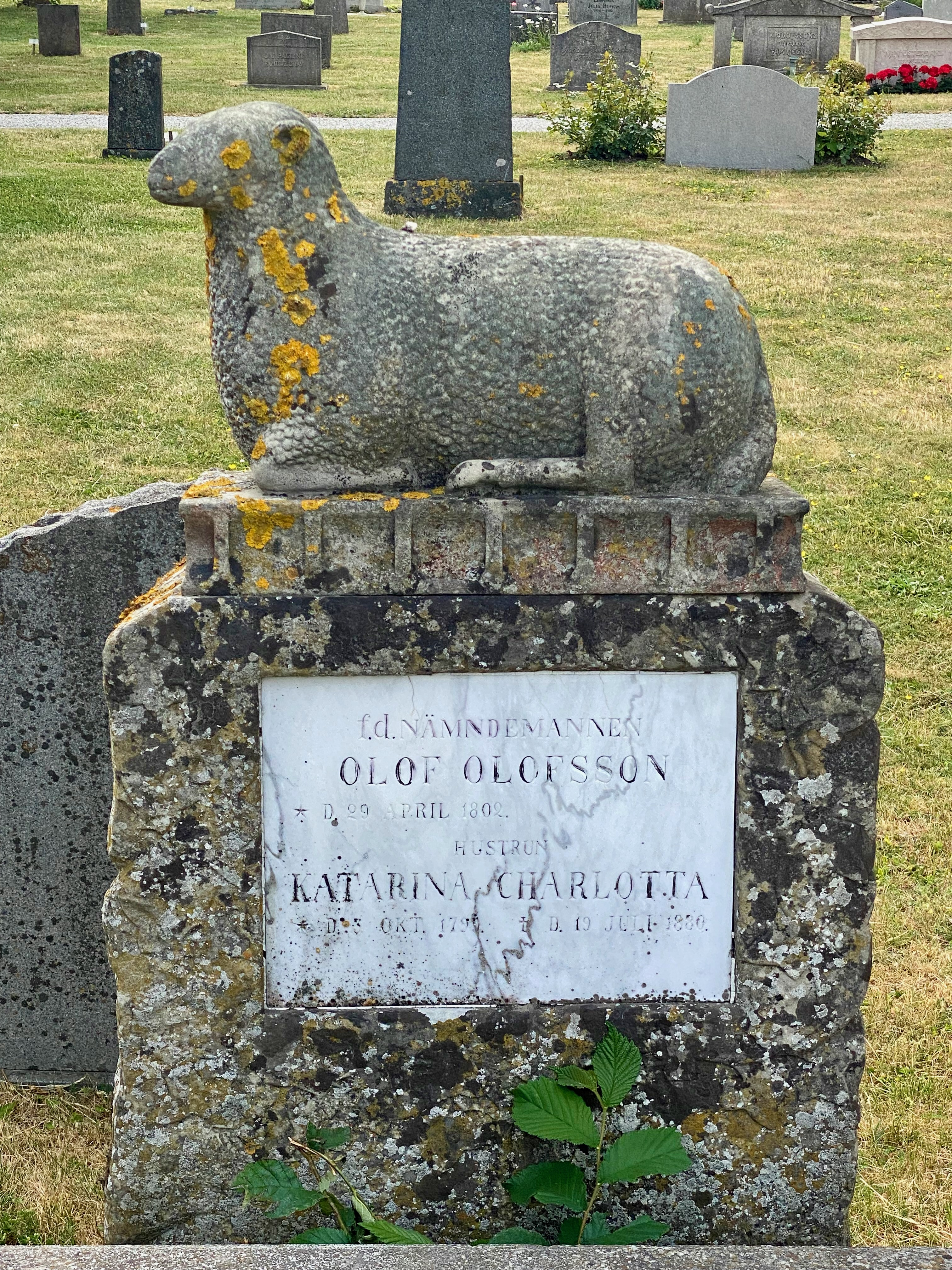
Gravsten, Hejde kyrkogård

- Gravsten, Hejde kyrkogårdOrgelläktare från 1700-talets mitt. Målad av Johan N Weller.

## Orgel
- 1847 inköptes en orgel som byggdes 1849 av Sven Petter Pettersson, Sjonhem. Den hade 4 1/2 stämmor.
- Denna ersattes av en ny 1923 byggd av Olof Hammarberg, Göteborg. Orgeln är pneumatisk.

| Manual I      | Manual II           | Pedal         | Koppel |
| Borduna 16’   | Violinprincipal 8’  | Subbas 16’    | I/P    |
| Principal 8’  | Rörflöjt 8’         | Violoncell 8’ | II/P   |
| Gamba 8’      | Salicional 8’       | Oktava 4'     | II/I   |
| Oktava 4’     | Voix Celeste 8’     |               |        |
| Kvinta 2 2⁄3' | Flûte octaviante 4' |               |        |
| Trumpet 8’    | Oktava 2'           |               |        |

### Kororgel
Kororgeln är ett mekaniskt instrument som byggdes 1982 av J. Künkels Orgelverkstad.
| Manual          | Pedal      | Koppel  |
| Trägedackt 8’   | Subbas 16’ | Man/Ped |
| Principal 4’    | Pommer 4'  |         |
| Koppelflöjt 4’  |            |         |
| Gemshorn 2’     |            |         |
| Mixtur 2-3 chor |            |         |